# 1-800-NEW-FUNK (альбом)
1-800-NEW-FUNK —  збірка, випущена 20 липня 1994 року на лейблі NPG Records. Альбом рекламував безпосередньо роботу музикантів, які підписували контракт з лейблом. Назва альбому є кодом безоплатного телефонного номеру, за яким можна було придбати мерчендайз Прінса на території Північної Америки.

## Список композицій
| #   | Назва                                            | Виконавці         | Тривалість |
| --- | ------------------------------------------------ | ----------------- | ---------- |
| 1.  | «MPLS»                                           | Міннеаполіс       | 4:27       |
| 2.  | «Hollywood» (З альбому Hey Man, Smell My Finger) | Джордж Клінтон    | 4:33       |
| 3.  | «Love Sign»                                      | Нона Гей та Прінс | 4:32       |
| 4.  | «If I Love U 2nite» (З альбому Child of the Sun) | Майте             | 4:20       |
| 5.  | «Color»                                          | The Steeles       | 4:20       |
| 6.  | «2gether» (З альбому Goldnigga)                  | The N.P.G.        | 5:07       |
| 7.  | «Standing at the Altar»                          | Марджі Кокс       | 3:55       |
| 8.  | «You Will be Moved» (З альбому The Voice)        | Мавіс Степлс      | 4:12       |
| 9.  | «17»                                             | Madhouse          | 5:24       |
| 10. | «A Woman's Gotta Have It»                        | Нона Гей          | 4:30       |
| 11. | «MPLS Reprise»                                   | Міннеаполіс       | 0:48       |